# 久谷駅
久谷駅（くたにえき）は、兵庫県美方郡新温泉町久谷字桑替にある、西日本旅客鉄道（JR西日本）山陰本線の駅である。

## 歴史
- 1912年（明治45年）3月1日：鉄道院山陰本線香住駅 - 浜坂駅間延伸時に開設[1]。客貨取扱開始[2]。
- 1963年（昭和38年）3月1日：貨物取扱廃止[2]。
- 1970年（昭和45年）12月15日：荷物扱い廃止[3]、無人駅化[4]。
- 1976年（昭和51年）12月27日：分岐器の除雪に当たっていた香住駅助役が列車に接触し死亡する事故が発生[1]。
- 1982年（昭和57年）：駅舎改築[1]。
- 1987年（昭和62年）4月1日：国鉄分割民営化に伴い、西日本旅客鉄道（JR西日本）の駅となる[2]。
- 2008年（平成20年）3月15日：2番線ホームを閉鎖[1]。
- 2010年（平成22年）7月17日：余部橋梁工事のため、同日から8月11日まで列車が運休（バス代行）となり、営業を一時休止。
- 2012年（平成24年）
  - 3月17日：ダイヤ改正に伴い、一部普通列車が通過となる[5]（該当列車は2013年3月16日より名義を「快速」に変更）。
  - 秋頃：棒線駅化工事が実施される。
- 2021年（令和3年）3月13日：ダイヤ改正に伴い快速設定消滅、普通列車が全停車となる[6]。
- 2022年（令和4年）10月1日：組織改正に伴い、近畿統括本部福知山管理部管轄となる。

## 駅構造
浜坂方面に向かって左側に単式ホーム1面1線を有する地上駅（停留所）。
元々は相対式ホーム2面2線を有し、交換設備を備え、2007年度（平成19年度）までは駅舎側の1番線に豊岡方面行が、浜坂寄り構内踏切を渡った先の2番線に浜坂方面行が発着していた。
しかしその後、2008年（平成20年）3月15日ダイヤ改正と同時に、2番線ホーム入口に立入禁止の柵が設置され、浜坂方面・豊岡方面共に駅舎側1番線のみに発着するようになり、1面1線の駅となった。但し構内踏切自体は、2番線側にあった南口からの連絡通路として残り、南口側からの出入りは引続き可能であった。なお、閉鎖された2番線の場内・出発信号機自体は2009年頃まで稼動していたが、2010年（平成22年）3月時点では使用を停止していた。
その後、2012年秋頃に棒線化工事が実施された。その際に使用を停止していた2番線を使用するように分岐器は撤去された。駅舎及び1番線・駅前広場の使用は停止され、国道から駅舎までの道路（兵庫県道261号赤崎久谷停車場線）の踏切手前に駐車スペースが設けられた。
2015年5月末時点でも旧駅舎や旧1番線側のホームは駅名標も含めそのまま残されている。ただ、旧1番線のレールは完全撤去されている。
豊岡駅管理の無人駅となっており、自動券売機も設置されていない。

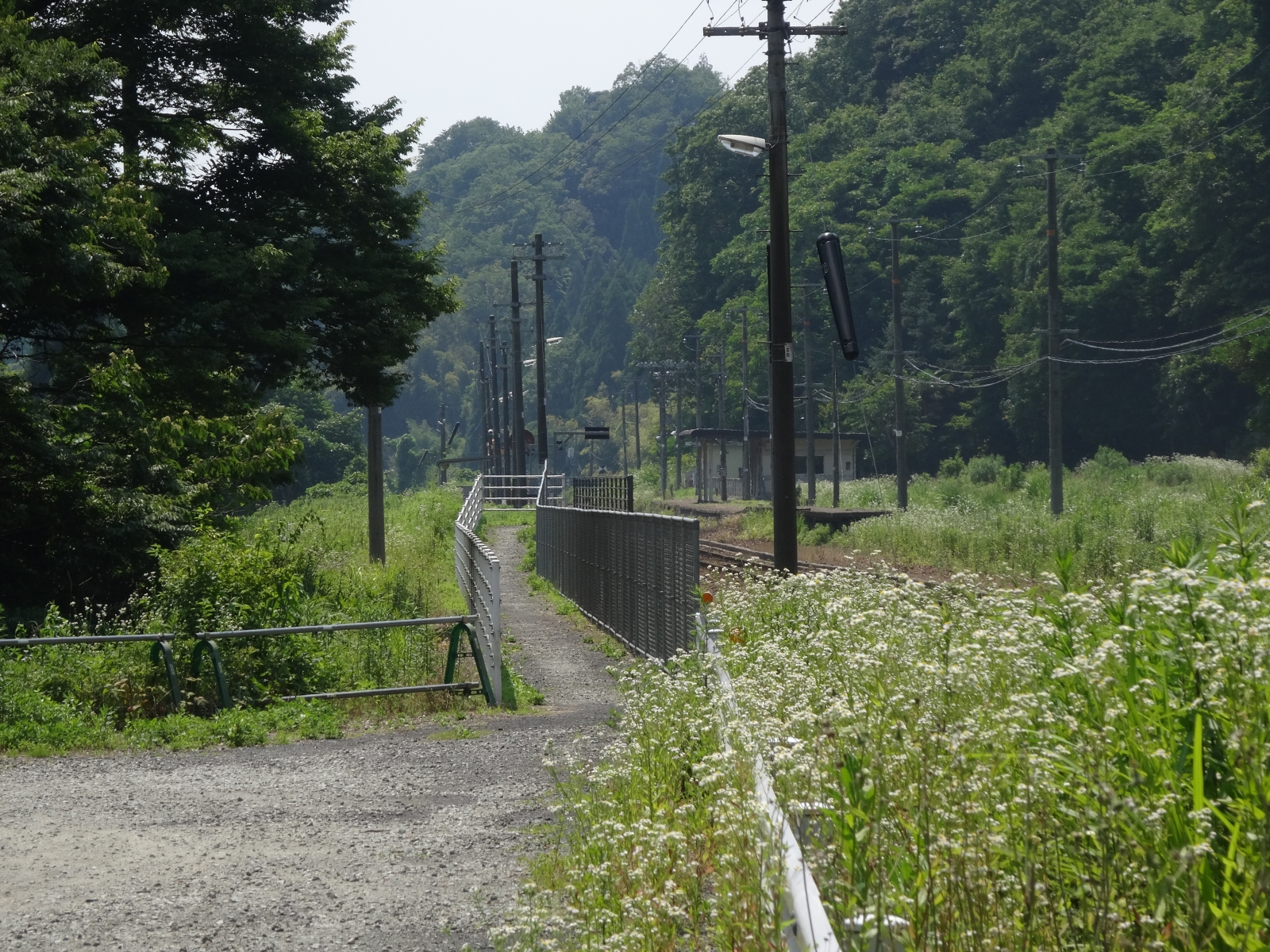
東側の出入口（2018年6月）
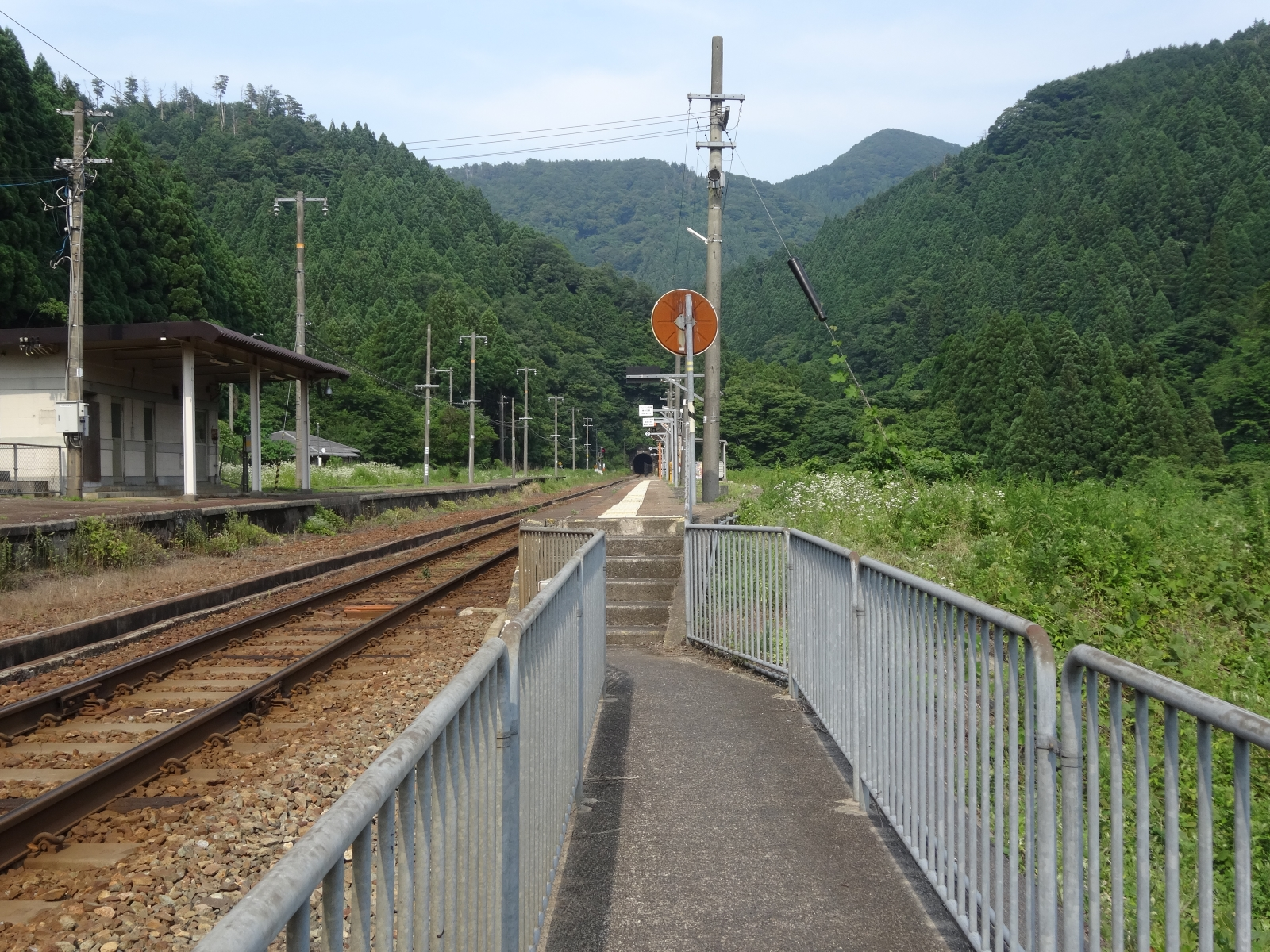
西側の出入口（2018年6月）
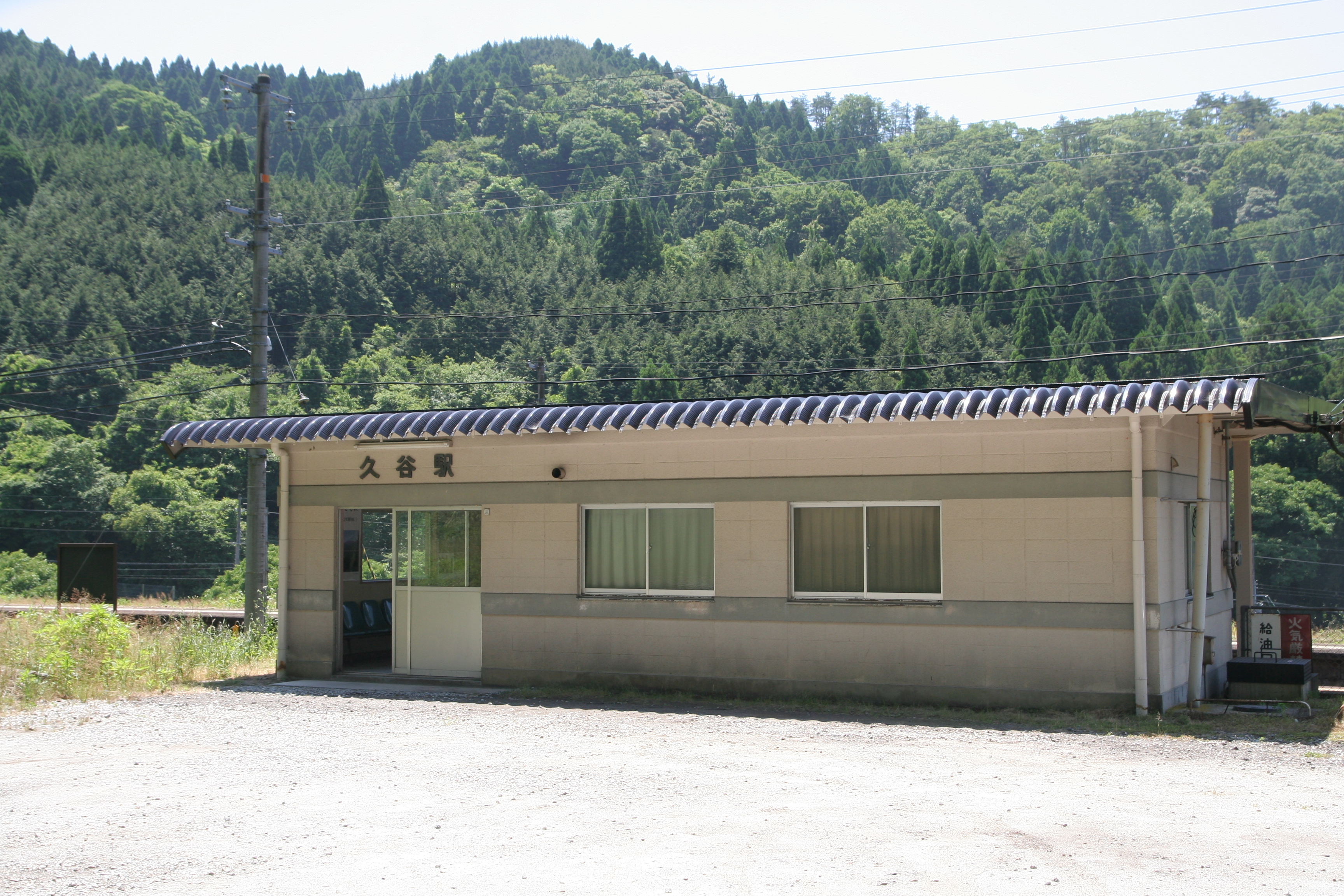
旧駅舎（2010年6月）
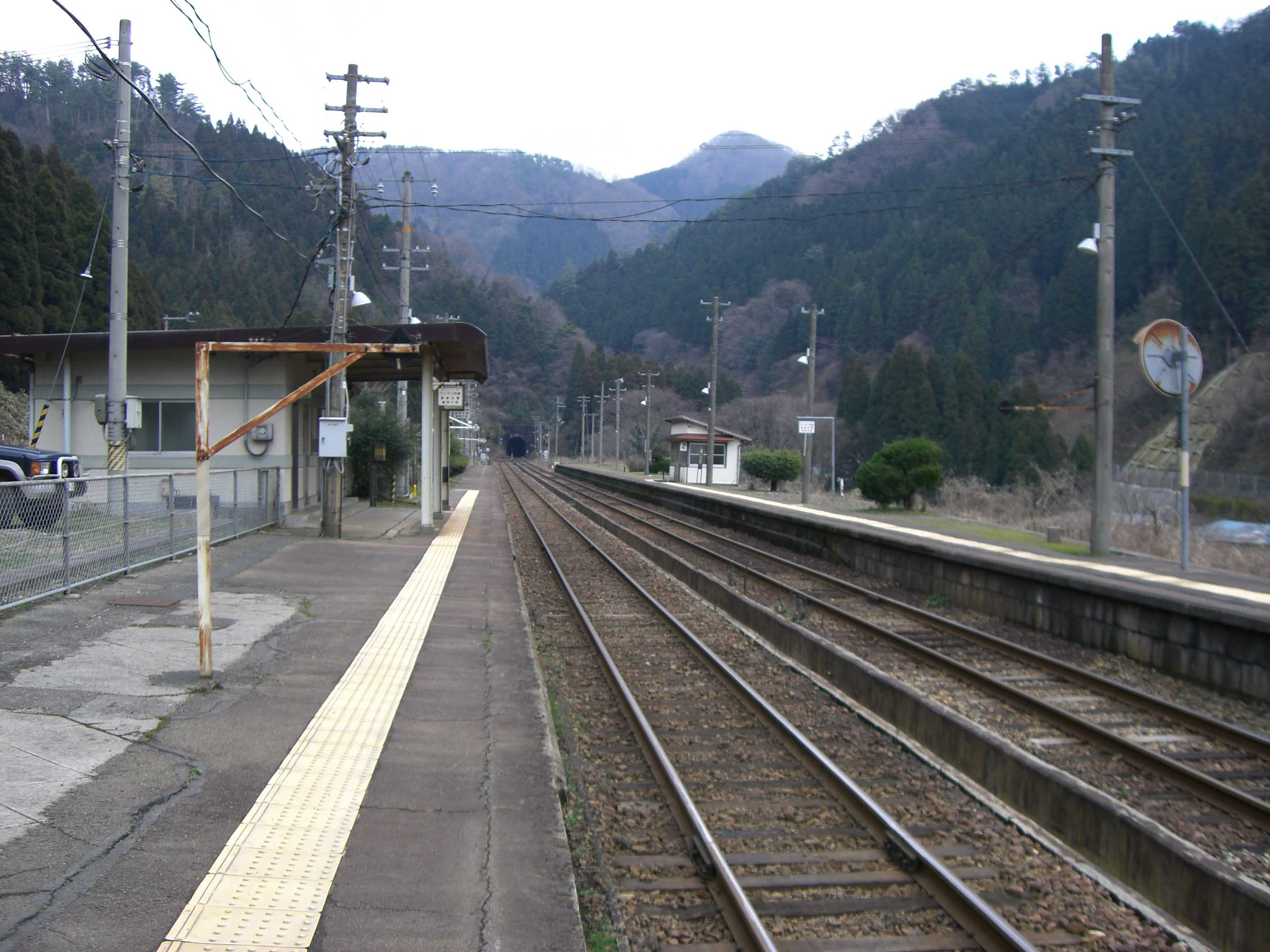
交換設備廃止以前の駅構内（2007年2月）

隣の浜坂駅とは、6.1キロと長い。

## 利用状況
2023年度の1日平均乗降人員は12人である。近年の1日平均乗車人員の推移は以下の通り。
| 乗車人員推移 | 乗車人員推移 |
| 年度         | 1日平均人数  |
| ------------ | ------------ |
| 2000         | 21           |
| 2001         | 21           |
| 2002         | 16           |
| 2003         | 15           |
| 2004         | 16           |
| 2005         | 13           |
| 2006         | 15           |
| 2007         | 16           |
| 2008         | 16           |
| 2009         | 16           |
| 2010         | 11           |
| 2011         | 15           |
| 2012         | 12           |
| 2013         | 10           |
| 2014         | 10           |
| 2015         | 10           |
| 2016         | 12           |
| 2020         | 8            |

## 駅周辺
- 久谷郵便局
- 兵庫県道261号赤崎久谷停車場線（一部は旧国道178号）
- 桃観峠・桃観トンネル[1]

## 隣の駅
西日本旅客鉄道（JR西日本）
 山陰本線
餘部駅 - 久谷駅 - 浜坂駅